# 2014年亞洲運動會中國代表團
2014年亞洲運動會於2014年9月19日至10月4日在韓國仁川舉行，中華人民共和國以「中國」的名義參賽，本條目列出中國運動員於本屆亞運會的表現。
参加本届亚运会的中国代表团共有1,328人，其中运动员897人（男選手470名、女選手427名）、运动队工作人员401人及团部人员30人，是本屆亞運會最大的代表團。運動員參賽人數雖然比上屆广州亚运会少129人，但仍打破了代表团於境外参加亚运会的最大规模。
中国代表团共报名参加除卡巴迪之外的35个大项408个小项的比赛。代表团运动员的平均年龄為23岁，年龄最大的是保龄球队的米忠礼（53岁），年龄最小的是帆船队的俞惠佳（14岁）。在897名运动员中，有288人参加过奥运会或亚运会，其中有来自击剑、举重、乒乓球、射击、跆拳道、体操、蹦床、游泳、跳水、羽毛球等10个项目的33名奥运冠军，包括雷聲、吕小军、马龙、陳穎、吳靜鈺、邹凯、董栋、孙杨、陈若琳、林丹等。

## 獎牌統計
| 本届亞運會中国奖牌数逐日排位 | 本届亞運會中国奖牌数逐日排位 | 本届亞運會中国奖牌数逐日排位 | 本届亞運會中国奖牌数逐日排位 | 本届亞運會中国奖牌数逐日排位 | 本届亞運會中国奖牌数逐日排位 | 本届亞運會中国奖牌数逐日排位 |
| ---------------------------- | ---------------------------- | ---------------------------- | ---------------------------- | ---------------------------- | ---------------------------- | ---------------------------- |
| 顺序                         | 日期                         | 位次                         | 金牌                         | 银牌                         | 铜牌                         | 奖牌                         |
| 第1天                        | 9月20日                      | 2                            | 5                            | 1                            | 5                            | 11                           |
| 第2天                        | 9月21日                      | 2                            | 12                           | 9                            | 11                           | 32                           |
| 第3天                        | 9月22日                      | 1                            | 26                           | 14                           | 18                           | 58                           |
| 第4天                        | 9月23日                      | 1                            | 40                           | 22                           | 20                           | 82                           |
| 第5天                        | 9月24日                      | 1                            | 59                           | 32                           | 28                           | 119                          |
| 第6天                        | 9月25日                      | 1                            | 79                           | 42                           | 35                           | 156                          |
| 第7天                        | 9月26日                      | 1                            | 91                           | 49                           | 39                           | 179                          |
| 第8天                        | 9月27日                      | 1                            | 96                           | 58                           | 41                           | 195                          |
| 第9天                        | 9月28日                      | 1                            | 105                          | 63                           | 48                           | 216                          |
| 第10天                       | 9月29日                      | 1                            | 112                          | 72                           | 54                           | 238                          |

### 獎牌榜
| 比賽項目   | 金牌 | 銀牌 | 銅牌 | 總數 |
| 射擊       | 26   | 16   | 5    | 47   |
| 游泳       | 22   | 12   | 11   | 45   |
| 武術       | 10   | 0    | 2    | 12   |
| 赛艇       | 9    | 0    | 1    | 10   |
| 舉重       | 7    | 5    | 2    | 14   |
| 体操       | 7    | 4    | 3    | 14   |
| 田径       | 6    | 8    | 4    | 18   |
| 乒乓球     | 6    | 4    | 0    | 10   |
| 羽毛球     | 4    | 3    | 2    | 9    |
| 击剑       | 3    | 4    | 5    | 12   |
| 皮划艇静水 | 3    | 4    | 3    | 10   |
| 花样游泳   | 3    | 0    | 0    | 3    |
| 场地自行车 | 2    | 2    | 3    | 7    |
| 蹦床       | 2    | 2    | 0    | 4    |
| 跳水       | 2    | 0    | 0    | 2    |
| 摔跤       | 1    | 2    | 2    | 5    |
| 射箭       | 1    | 2    | 1    | 4    |
| 自行车     | 1    | 2    | 0    | 3    |
| 柔道       | 1    | 1    | 3    | 5    |
| 沙滩排球   | 1    | 1    | 2    | 4    |
| 水球       | 1    | 0    | 0    | 1    |
| 网球       | 0    | 2    | 1    | 3    |
| 保龄球     | 0    | 1    | 0    | 1    |
| 马术       | 0    | 1    | 0    | 1    |
| 铁人三项   | 0    | 0    | 3    | 3    |
| 高尔夫     | 0    | 0    | 1    | 1    |
| 總計       | 118  | 76   | 54   | 248  |

### 奖牌得主
| 獎牌 | 運動員                                                                             | 項目       | 賽事                     | 日期    |
| ---- | ---------------------------------------------------------------------------------- | ---------- | ------------------------ | ------- |
| 金牌 | 宫金杰 钟天使                                                                      | 自行车     | 女子团体竞速赛           | 9月20日 |
| 金牌 | 庞伟 蒲琪峰 王智伟                                                                 | 射擊       | 男子50米手枪团体赛       | 9月20日 |
| 金牌 | 张梦圆                                                                             | 射擊       | 女子10米气手枪个人赛     | 9月20日 |
| 金牌 | 郭文珺 张梦圆 周庆媛                                                               | 射擊       | 女子10米气手枪团体赛     | 9月20日 |
| 金牌 | 黄雪辰 孙文雁                                                                      | 花样游泳   | 双人自由自选             | 9月20日 |
| 金牌 | 杜宇 高博 张奕垚                                                                   | 射击       | 男子飞碟多向团体         | 9月21日 |
| 金牌 | 孙培原                                                                             | 武术       | 男子刀术棍术全能         | 9月21日 |
| 金牌 | 高博                                                                               | 射擊       | 男子飞碟多向个人         | 9月21日 |
| 金牌 | 师涛 袁中 刘浩 秦晨路 沈平安                                                       | 场地自行车 | 男子团体追逐赛           | 9月21日 |
| 金牌 | 张雨涵                                                                             | 游泳       | 女子400米自由泳          | 9月21日 |
| 金牌 | 史婧琳                                                                             | 游泳       | 女子100米蛙泳            | 9月21日 |
| 金牌 | 叶诗文 沈铎 唐奕 张雨霏 邱钰涵 陈欣怡 孙美晨 周羿霖                                | 游泳       | 女子4x100米自由泳接力    | 9月21日 |
| 金牌 | 易思玲 张彬彬 武柳希                                                               | 射击       | 女子10米气步枪团体       | 9月22日 |
| 金牌 | 王地                                                                               | 武术       | 男子南拳南棍全能         | 9月22日 |
| 金牌 | 张靖婧                                                                             | 射击       | 女子25米手枪个人         | 9月22日 |
| 金牌 | 陈晓君 顾笑 呙俐 梁馨枰 孙文雁 孙怡靖 汤梦妮 于乐乐 曾珍 李晓璐                    | 花样游泳   | 集体项目                 | 9月22日 |
| 金牌 | 于萌萌                                                                             | 武术       | 女子太极拳太极剑全能     | 9月22日 |
| 金牌 | 赵宝芳 黄冬艳 姜吻吻 敬亚莉                                                        | 场地自行车 | 女子团体追逐赛           | 9月22日 |
| 金牌 | 姚金男 商春松 谭佳薪 黄慧丹 陈思怡 白雅雯                                          | 体操       | 女子团体                 | 9月22日 |
| 金牌 | 陆滢                                                                               | 游泳       | 女子50米蝶泳             | 9月22日 |
| 金牌 | 沈铎                                                                               | 游泳       | 女子100米自由泳          | 9月22日 |
| 金牌 | 孙玉洁                                                                             | 击剑       | 女子重剑个人             | 9月22日 |
| 金牌 | 马思思                                                                             | 柔道       | 女子+78公斤级            | 9月22日 |
| 金牌 | 林清峰                                                                             | 举重       | 男子69公斤级             | 9月22日 |
| 金牌 | 马剑飞                                                                             | 击剑       | 男子花剑个人             | 9月22日 |
| 金牌 | 包宜鑫 李雪芮 刘鑫 马晋 田卿 王適嫻 王晓理 王仪涵 于洋 赵芸蕾                      | 羽毛球     | 女子团体                 | 9月22日 |
| 金牌 | 杨浩然 曹逸飞 刘天佑                                                               | 射击       | 男子10米气步枪团体       | 9月23日 |
| 金牌 | 阚文聪                                                                             | 武术       | 女子长拳                 | 9月23日 |
| 金牌 | 杨浩然                                                                             | 射击       | 男子10米气步枪个人       | 9月23日 |
| 金牌 | 陈洲理                                                                             | 武术       | 男子太极拳太极剑全能     | 9月23日 |
| 金牌 | 顾笑 呙俐 梁馨枰 孙文雁 孙怡靖 汤梦妮 于乐乐 曾珍 黄雪辰 尹成昕                    | 花样游泳   | 集体项目                 | 9月23日 |
| 金牌 | 朱靖宇                                                                             | 射击       | 女子飞碟多向个人         | 9月23日 |
| 金牌 | 傅园慧                                                                             | 游泳       | 女子50米仰泳             | 9月23日 |
| 金牌 | 宁泽涛                                                                             | 游泳       | 男子50米自由泳           | 9月23日 |
| 金牌 | 叶诗文                                                                             | 游泳       | 女子400米个人混合泳      | 9月23日 |
| 金牌 | 陈欣怡                                                                             | 游泳       | 女子100米蝶泳            | 9月23日 |
| 金牌 | 姚金男                                                                             | 体操       | 女子全能                 | 9月23日 |
| 金牌 | 孙杨                                                                               | 游泳       | 男子400米自由泳          | 9月23日 |
| 金牌 | 吕小军                                                                             | 举重       | 男子77公斤级             | 9月23日 |
| 金牌 | 郭君君 曹玥 唐奕 沈铎                                                              | 游泳       | 女子4x200米自由泳接力    | 9月23日 |
| 金牌 | 张敏 苗甜                                                                          | 赛艇       | 女子双人单桨无舵手       | 9月24日 |
| 金牌 | 段静莉 吕扬                                                                        | 赛艇       | 女子双人双桨             | 9月24日 |
| 金牌 | 郭帅 黄文仪 潘旦旦 陈翠明                                                          | 赛艇       | 女子轻量级四人双桨       | 9月24日 |
| 金牌 | 马健 刘治宇 刘荡 张全                                                              | 赛艇       | 男子四人双桨             | 9月24日 |
| 金牌 | 章乱                                                                               | 武术       | 女子52公斤级             | 9月24日 |
| 金牌 | 王聪                                                                               | 武术       | 女子60公斤级             | 9月24日 |
| 金牌 | 赵福祥                                                                             | 武术       | 男子56公斤级             | 9月24日 |
| 金牌 | 孔洪星                                                                             | 武术       | 男子60公斤级             | 9月24日 |
| 金牌 | 张坤                                                                               | 武术       | 男子70公斤级             | 9月24日 |
| 金牌 | 杨珺 李抒瑾 刘萍 孙玉君 陈慧孋 孙雅婷 宋冬伦 张潀 赵子涵 田佳宁 王歆艳 鹿译文 彭林 | 水球       | 女子                     | 9月24日 |
| 金牌 | 向艳梅                                                                             | 举重       | 女子69公斤级             | 9月24日 |
| 金牌 | 沈铎                                                                               | 游泳       | 女子200米自由泳          | 9月24日 |
| 金牌 | 邹凯                                                                               | 体操       | 男子自由操               | 9月24日 |
| 金牌 | 焦刘洋                                                                             | 游泳       | 女子200米蝶泳            | 9月24日 |
| 金牌 | 傅园慧                                                                             | 游泳       | 女子100米仰泳            | 9月24日 |
| 金牌 | 田涛                                                                               | 举重       | 男子85公斤级             | 9月24日 |
| 金牌 | 余贺新 林永庆 孙杨 宁泽涛 郝运 徐祺恒 刘俊午                                       | 游泳       | 男子4x100米自由泳接力    | 9月24日 |
| 金牌 | 姚金男                                                                             | 体操       | 高低杠                   | 9月24日 |
| 金牌 | 廖俊林                                                                             | 体操       | 吊环                     | 9月24日 |
| 金牌 | 赵声波 兰兴 刘刚                                                                   | 射击       | 男子50米步枪卧射团体     | 9月25日 |
| 金牌 | 丁峰 金泳德 李传林                                                                 | 射击       | 男子25米标准手枪团体     | 9月25日 |
| 金牌 | 张亮 戴军                                                                          | 赛艇       | 男子双人双桨             | 9月25日 |
| 金牌 | 张欢 陈乐                                                                          | 赛艇       | 女子轻量级双人双桨       | 9月25日 |
| 金牌 | 丁峰                                                                               | 射击       | 男子25米标准手枪个人     | 9月25日 |
| 金牌 | 赵声波                                                                             | 射击       | 男子50米步枪卧射个人     | 9月25日 |
| 金牌 | 余成刚 李辉 范俊杰 王铁鑫                                                          | 赛艇       | 男子轻量级四人双桨       | 9月25日 |
| 金牌 | 汪敏 申晓星 王宇微 张馨月                                                          | 赛艇       | 女子四人双桨             | 9月25日 |
| 金牌 | 程勋满 杨栋栋 赵龙杰 冯家辉 倪旭林 刘航 杨增鑫 李东健 张射天                       | 赛艇       | 男子八人单桨有舵手       | 9月25日 |
| 金牌 | 张亚菲 朱美 白一廷                                                                 | 射击       | 女子飞碟双多向团体       | 9月25日 |
| 金牌 | 翟羽佳 张杰 甘宇                                                                   | 射击       | 男子10米移动靶团体       | 9月25日 |
| 金牌 | 胡斌渊                                                                             | 射击       | 男子飞碟双多向个人       | 9月25日 |
| 金牌 | 翟羽佳                                                                             | 射击       | 男子10米移动靶个人       | 9月25日 |
| 金牌 | 孙玉洁 许安琪 郝佳露 孙一文                                                        | 击剑       | 女子重剑团体             | 9月25日 |
| 金牌 | 施扬                                                                               | 游泳       | 男子50米蝶泳             | 9月25日 |
| 金牌 | 宁泽涛                                                                             | 游泳       | 男子100米自由泳          | 9月25日 |
| 金牌 | 毕易榕                                                                             | 游泳       | 女子800米自由泳          | 9月25日 |
| 金牌 | 刘灏                                                                               | 举重       | 男子94公斤级             | 9月25日 |
| 金牌 | 姚金男                                                                             | 体操       | 女子自由操               | 9月25日 |
| 金牌 | 邹凯                                                                               | 体操       | 单杠                     | 9月25日 |
| 金牌 | 常静 赵慧馨 陈东琦                                                                 | 射击       | 女子50米步枪三姿团体     | 9月26日 |
| 金牌 | 金泳德 李传林 丁峰                                                                 | 射击       | 男子25米中心发火手枪团体 | 9月26日 |
| 金牌 | 李雪艳 杨曾 苏丽                                                                   | 射击       | 女子10米移动靶团体       | 9月26日 |
| 金牌 | 李雪艳                                                                             | 射击       | 女子10米移动靶个人       | 9月26日 |
| 金牌 | 杨哲                                                                               | 举重       | 男子105公斤级            | 9月26日 |
| 金牌 | 李丹                                                                               | 蹦床       | 女子                     | 9月26日 |
| 金牌 | 董栋                                                                               | 蹦床       | 男子                     | 9月26日 |
| 金牌 | 周璐璐                                                                             | 举重       | 女子75公斤以上级         | 9月26日 |
| 金牌 | 陈欣怡                                                                             | 游泳       | 女子50米自由泳           | 9月26日 |
| 金牌 | 孙杨                                                                               | 游泳       | 男子1500米自由泳         | 9月26日 |
| 金牌 | 叶诗文                                                                             | 游泳       | 女子200米个人混合泳      | 9月26日 |
| 金牌 | 徐嘉余 李响 李朱濠 宁泽涛 余贺新 毛飞廉 金沿 王玉鑫                                | 游泳       | 男子4x100米混合泳接力    | 9月26日 |
| 金牌 | 翟羽佳 张杰 谢笃润                                                                 | 射击       | 男子10米移动靶混合速团体 | 9月27日 |
| 金牌 | 朱启南 曹逸飞 康宏伟                                                               | 射击       | 男子50米步枪三姿团体     | 9月27日 |
| 金牌 | 张恒 林飘飘 李博文                                                                 | 射击       | 女子飞碟双向团体         | 9月27日 |
| 金牌 | 曹逸飞                                                                             | 射击       | 男子50米步枪三姿个人     | 9月27日 |
| 金牌 | 巩立姣                                                                             | 田径       | 女子铅球                 | 9月27日 |
| 金牌 | 王镇                                                                               | 田径       | 男子20公里竞走           | 9月28日 |
| 金牌 | 戚凯尧 顾雪松 雍智伟                                                               | 射箭       | 反曲弓男子团体           | 9月28日 |
| 金牌 | 吕秀芝                                                                             | 田径       | 女子20公里竞走           | 9月28日 |
| 金牌 | 马园园 夏欣怡                                                                      | 沙滩排球   | 女子                     | 9月28日 |
| 金牌 | 王仪涵                                                                             | 羽毛球     | 女子单打                 | 9月28日 |
| 金牌 | 张文秀                                                                             | 田径       | 女子链球                 | 9月28日 |
| 金牌 | 韦永丽                                                                             | 田径       | 女子100米                | 9月28日 |
| 金牌 | 周凤                                                                               | 摔跤       | 女子自由式75公斤级       | 9月28日 |
| 金牌 | 薛长锐                                                                             | 田径       | 男子撑杆跳高             | 9月28日 |
| 金牌 | 周玉                                                                               | 皮划艇静水 | 女子单人皮艇500米        | 9月29日 |
| 金牌 | 黄杰仪 刘海萍 马青 任文君                                                          | 皮划艇静水 | 女子四人皮艇500米        | 9月29日 |
| 金牌 | 施廷懋 吴敏霞                                                                      | 跳水       | 女子双人3米跳板          | 9月29日 |
| 金牌 | 李强                                                                               | 皮划艇静水 | 男子单人划艇200米        | 9月29日 |
| 金牌 | 陈艾森 张雁全                                                                      | 跳水       | 男子双人10米跳台         | 9月29日 |
| 金牌 | 林丹                                                                               | 羽毛球     | 男子单打                 | 9月29日 |
| 金牌 | 张楠 赵芸蕾                                                                        | 羽毛球     | 混合双打                 | 9月29日 |
| 金牌 | 陈梦 丁宁 刘诗雯 武杨 朱雨玲                                                       | 乒乓球     | 女子团体                 | 9月30日 |
| 金牌 | 樊振东 马龙 许昕 张继科 周雨                                                       | 乒乓球     | 男子团体                 | 9月30日 |
| 金牌 | 陈梦 朱雨玲                                                                        | 乒乓球     | 女子双打                 | 10月3日 |
| 金牌 | 马龙 张继科                                                                        | 乒乓球     | 男子双打                 | 10月3日 |
| 金牌 | 刘诗雯                                                                             | 乒乓球     | 女子单打                 | 10月4日 |
| 金牌 | 许昕                                                                               | 乒乓球     | 男子单打                 | 10月4日 |
| 銀牌 | 包赛飞 胡珂 徐超                                                                   | 自行车     | 男子团体竞速赛           | 9月20日 |
| 銀牌 | 庞伟 王智伟 蒲琪峰                                                                 | 射击       | 男子10米气手枪团体       | 9月21日 |
| 銀牌 | 庞伟                                                                               | 射击       | 男子10米气手枪个人       | 9月21日 |
| 銀牌 | 孙杨                                                                               | 游泳       | 男子200米自由泳          | 9月21日 |
| 銀牌 | 毕易榕                                                                             | 游泳       | 女子400米自由泳          | 9月21日 |
| 銀牌 | 徐嘉余                                                                             | 游泳       | 男子100米仰泳            | 9月21日 |
| 銀牌 | 乐慧林                                                                             | 击剑       | 女子花剑个人             | 9月21日 |
| 銀牌 | 杨俊霞                                                                             | 柔道       | 女子-63公斤级            | 9月21日 |
| 銀牌 | 谌利军                                                                             | 举重       | 男子62公斤级             | 9月21日 |
| 銀牌 | 张靖婧 陈颖 周庆媛                                                                 | 射击       | 女子25米手枪团体         | 9月22日 |
| 銀牌 | 陈颖                                                                               | 射击       | 女子25米手枪个人         | 9月22日 |
| 銀牌 | 王帅                                                                               | 举重       | 女子58公斤级             | 9月22日 |
| 銀牌 | 唐奕                                                                               | 游泳       | 女子100米自由泳          | 9月22日 |
| 銀牌 | 李昀琦 毛飞廉 林永庆 徐祺恒                                                        | 游泳       | 男子4x200米自由泳接力    | 9月22日 |
| 銀牌 | 曹逸飞                                                                             | 射击       | 男子10米气步枪个人       | 9月23日 |
| 銀牌 | 朱靖宇 陈芳 朱美                                                                   | 射击       | 女子飞碟多向团体         | 9月23日 |
| 銀牌 | 邓薇                                                                               | 举重       | 女子63公斤级             | 9月23日 |
| 銀牌 | 杜建超                                                                             | 保龄球     | 男子个人赛               | 9月23日 |
| 銀牌 | 沈晨 钱佳瑞 余欣庭 李菲                                                            | 击剑       | 女子佩剑团体             | 9月23日 |
| 銀牌 | 陆滢                                                                               | 游泳       | 女子100米蝶泳            | 9月23日 |
| 銀牌 | 商春松                                                                             | 体操       | 女子全能                 | 9月23日 |
| 銀牌 | 蔡赟 谌龙 傅海峰 高欢 林丹 刘小龙 邱子瀚 田厚威 徐晨 张楠                          | 羽毛球     | 男子团体                 | 9月23日 |
| 銀牌 | 陈东琦 常静 易思玲                                                                 | 射击       | 女子50米步枪卧射团体     | 9月24日 |
| 銀牌 | 李越宏 张健 胡皓喆                                                                 | 射击       | 男子25米手枪速射团体     | 9月24日 |
| 銀牌 | 张健                                                                               | 射击       | 男子25米手枪速射个人     | 9月24日 |
| 銀牌 | 郑洁 段莹莹 张帅 郑赛赛                                                            | 网球       | 女子团体                 | 9月24日 |
| 銀牌 | 李朱濠                                                                             | 游泳       | 男子100米蝶泳            | 9月24日 |
| 銀牌 | 陈冰冰 王晨 乐慧林 刘咏诗                                                          | 击剑       | 女子花剑团体             | 9月24日 |
| 銀牌 | 黄玉国                                                                             | 体操       | 男子自由操               | 9月24日 |
| 銀牌 | 杨之贤                                                                             | 游泳       | 男子400米个人混合泳      | 9月24日 |
| 銀牌 | 张择 吴迪 公茂鑫 李喆                                                              | 网球       | 男子团体                 | 9月24日 |
| 銀牌 | 黄慧丹                                                                             | 体操       | 高低杠                   | 9月24日 |
| 銀牌 | 张亚菲                                                                             | 射击       | 女子飞碟双多向个人       | 9月25日 |
| 銀牌 | 胡斌渊 莫俊杰 李君                                                                 | 射击       | 男子飞碟双多向团体       | 9月25日 |
| 銀牌 | 康月                                                                               | 举重       | 女子75公斤级             | 9月25日 |
| 銀牌 | 罗晓玲                                                                             | 场地自行车 | 女子全能赛               | 9月25日 |
| 銀牌 | 钟天使                                                                             | 场地自行车 | 女子争先赛               | 9月25日 |
| 銀牌 | 索冉                                                                               | 游泳       | 女子50米蛙泳             | 9月25日 |
| 銀牌 | 许丹露                                                                             | 游泳       | 女子800米自由泳          | 9月25日 |
| 銀牌 | 雷声 马剑飞 李晨 陈海威                                                            | 击剑       | 男子花剑团体             | 9月25日 |
| 銀牌 | 徐嘉余                                                                             | 游泳       | 男子200米仰泳            | 9月25日 |
| 銀牌 | 商春松                                                                             | 体操       | 女子自由操               | 9月25日 |
| 銀牌 | 金泳德                                                                             | 射击       | 男子25米中心发火手枪个人 | 9月26日 |
| 銀牌 | 华天(铁木真)                                                                       | 马术       | 三项赛个人赛             | 9月26日 |
| 銀牌 | 苏丽                                                                               | 射击       | 女子10米移动靶个人       | 9月26日 |
| 銀牌 | 钟杏平                                                                             | 蹦床       | 女子                     | 9月26日 |
| 銀牌 | 涂潇                                                                               | 蹦床       | 男子                     | 9月26日 |
| 銀牌 | 陈洁                                                                               | 游泳       | 女子200米仰泳            | 9月26日 |
| 銀牌 | 艾雨南                                                                             | 举重       | 男子105公斤以上级        | 9月26日 |
| 銀牌 | 翟羽佳                                                                             | 射击       | 男子10米移动靶混合速个人 | 9月27日 |
| 銀牌 | 李文娟                                                                             | 自行车     | 女子公路个人计时赛       | 9月27日 |
| 銀牌 | 朱启南                                                                             | 射击       | 男子50米步枪三姿个人     | 9月27日 |
| 銀牌 | 张恒                                                                               | 射击       | 女子飞碟双向个人         | 9月27日 |
| 銀牌 | 丁常琴                                                                             | 田径       | 女子10000米              | 9月27日 |
| 銀牌 | 王士筑                                                                             | 田径       | 男子链球                 | 9月27日 |
| 銀牌 | 孙亚楠                                                                             | 摔跤       | 女子自由式48公斤级       | 9月27日 |
| 銀牌 | 西洛卓玛                                                                           | 摔跤       | 女子自由式63公斤级       | 9月27日 |
| 銀牌 | 李珍珠                                                                             | 田径       | 女子3000米障碍赛         | 9月27日 |
| 銀牌 | 程明 徐晶 朱珏蔓                                                                   | 射箭       | 反曲弓女子团体           | 9月28日 |
| 銀牌 | 李雪芮                                                                             | 羽毛球     | 女子单打                 | 9月28日 |
| 銀牌 | 雍智伟                                                                             | 射箭       | 反曲弓男子个人           | 9月28日 |
| 銀牌 | 王峥                                                                               | 田径       | 女子链球                 | 9月28日 |
| 銀牌 | 苏炳添                                                                             | 田径       | 男子100米                | 9月28日 |
| 銀牌 | 郑鹏飞 王日炜                                                                      | 皮划艇静水 | 男子双人划艇1000米       | 9月29日 |
| 銀牌 | 庄水彬 李贵强 吴晓军 赵荣                                                          | 皮划艇静水 | 男子四人皮艇1000米       | 9月29日 |
| 銀牌 | 周玉                                                                               | 皮划艇静水 | 女子单人皮艇200 米       | 9月29日 |
| 銀牌 | 陈诚 李健                                                                          | 沙滩排球   | 男子                     | 9月29日 |
| 銀牌 | 任文君 马青                                                                        | 皮划艇静水 | 女子双人皮艇500米        | 9月29日 |
| 銀牌 | 王庆铃                                                                             | 田径       | 女子七项全能             | 9月29日 |
| 銀牌 | 谌龙                                                                               | 羽毛球     | 男子单打                 | 9月29日 |
| 銀牌 | 张国伟                                                                             | 田径       | 男子跳高                 | 9月29日 |
| 銀牌 | 鲁晓鑫                                                                             | 田径       | 女子铁饼                 | 9月29日 |
| 銀牌 | 刘诗雯 武杨                                                                        | 乒乓球     | 女子双打                 | 10月3日 |
| 銀牌 | 许昕 樊振东                                                                        | 乒乓球     | 男子双打                 | 10月3日 |
| 銀牌 | 朱雨玲                                                                             | 乒乓球     | 女子单打                 | 10月4日 |
| 銀牌 | 樊振东                                                                             | 乒乓球     | 男子单打                 | 10月4日 |
| 銅牌 | 沈晨                                                                               | 击剑       | 女子佩剑个人             | 9月20日 |
| 銅牌 | 李菲                                                                               | 击剑       | 女子佩剑个人             | 9月20日 |
| 銅牌 | 王智伟                                                                             | 射擊       | 男子50米手枪个人赛       | 9月20日 |
| 銅牌 | 吴景彪                                                                             | 舉重       | 男子56公斤级             | 9月20日 |
| 銅牌 | 魏红                                                                               | 武術       | 女子南拳南刀全能         | 9月20日 |
| 銅牌 | 张宛琼                                                                             | 举重       | 女子53公斤级             | 9月21日 |
| 銅牌 | 钟天使                                                                             | 场地自行车 | 女子凯林赛               | 9月21日 |
| 銅牌 | 廖俊林 邹凯 黄熙 黄玉国 王鹏 杨胜超                                                | 体操       | 男子团体                 | 9月21日 |
| 銅牌 | 孙伟                                                                               | 击剑       | 男子佩剑个人             | 9月21日 |
| 銅牌 | 陈飞                                                                               | 柔道       | 女子-70公斤级            | 9月21日 |
| 銅牌 | 贺赟                                                                               | 游泳       | 女子100米蛙泳            | 9月21日 |
| 銅牌 | 张彬彬                                                                             | 射击       | 女子10米气步枪个人       | 9月22日 |
| 銅牌 | 刘兰                                                                               | 游泳       | 女子50米蝶泳             | 9月22日 |
| 銅牌 | 徐嘉余                                                                             | 游泳       | 男子50米仰泳             | 9月22日 |
| 銅牌 | 陈海威                                                                             | 击剑       | 男子花剑个人             | 9月22日 |
| 銅牌 | 张浙慧                                                                             | 柔道       | 女子-78公斤级            | 9月22日 |
| 銅牌 | 汪顺                                                                               | 游泳       | 男子200米个人混合泳      | 9月22日 |
| 銅牌 | 史婧琳                                                                             | 游泳       | 女子200米蛙泳            | 9月22日 |
| 銅牌 | 陈红兴                                                                             | 武术       | 男子散打-65公斤级        | 9月23日 |
| 銅牌 | 马英楠 周颖 杨俊霞 陈飞 马思思 张浙慧 吴树根                                       | 柔道       | 女子团体                 | 9月23日 |
| 銅牌 | 陈红兴                                                                             | 武术       | 男子65公斤级             | 9月24日 |
| 銅牌 | 董天峰 孔德明                                                                      | 赛艇       | 男子轻量级双人双桨       | 9月24日 |
| 銅牌 | 胡皓喆                                                                             | 射击       | 男子25米手枪速射个人     | 9月24日 |
| 銅牌 | 孙伟 许英明 方鑫 谭晟                                                              | 击剑       | 男子佩剑团体             | 9月24日 |
| 銅牌 | 包赛飞                                                                             | 场地自行车 | 男子争先赛               | 9月24日 |
| 銅牌 | 唐奕                                                                               | 游泳       | 女子200米自由泳          | 9月24日 |
| 銅牌 | 李响                                                                               | 游泳       | 男子100米蛙泳            | 9月24日 |
| 銅牌 | 汪雪儿                                                                             | 游泳       | 女子100米仰泳            | 9月24日 |
| 銅牌 | 王莲媛                                                                             | 铁人三项   | 女子                     | 9月25日 |
| 銅牌 | 白一廷                                                                             | 射击       | 女子飞碟双多向个人       | 9月25日 |
| 銅牌 | 白发全                                                                             | 铁人三项   | 男子                     | 9月25日 |
| 銅牌 | 林俊红                                                                             | 场地自行车 | 女子争先赛               | 9月25日 |
| 銅牌 | 何雨哲                                                                             | 游泳       | 女子50米蛙泳             | 9月25日 |
| 銅牌 | 黄熙                                                                               | 体操       | 男子跳马                 | 9月25日 |
| 銅牌 | 商春松                                                                             | 体操       | 平衡木                   | 9月25日 |
| 銅牌 | 常静                                                                               | 射击       | 女子50米步枪三姿个人     | 9月26日 |
| 銅牌 | 辛翎溪 白发全 黄宇婷 段正宇                                                        | 铁人三项   | 混合接力赛               | 9月26日 |
| 銅牌 | 唐奕                                                                               | 游泳       | 女子50米自由泳           | 9月26日 |
| 銅牌 | 王柯成                                                                             | 游泳       | 男子1500米自由泳         | 9月26日 |
| 銅牌 | 田卿 赵芸蕾                                                                        | 羽毛球     | 女子双打                 | 9月26日 |
| 銅牌 | 万勇                                                                               | 田径       | 男子链球                 | 9月27日 |
| 銅牌 | 郭甜茜                                                                             | 田径       | 女子铅球                 | 9月27日 |
| 銅牌 | 石昱婷 叶子琪 王馨                                                                 | 高尔夫     | 女子团体                 | 9月28日 |
| 銅牌 | 王凡 岳园                                                                          | 沙滩排球   | 女子                     | 9月28日 |
| 銅牌 | 徐晶                                                                               | 射箭       | 反曲弓女子个人           | 9月28日 |
| 銅牌 | 徐晨 马晋                                                                          | 羽毛球     | 混合双打                 | 9月28日 |
| 銅牌 | 张择 郑洁                                                                          | 网球       | 混合双打                 | 9月28日 |
| 銅牌 | 叶尔兰别克-卡泰                                                                    | 摔跤       | 男子自由式65公斤级       | 9月28日 |
| 銅牌 | 钟雪纯                                                                             | 摔跤       | 女子自由式55公斤级       | 9月28日 |
| 銅牌 | 王龙奎                                                                             | 皮划艇静水 | 男子单人划艇1000米       | 9月29日 |
| 銅牌 | 李振雨 孙新昌                                                                      | 皮划艇静水 | 男子双人皮艇1000米       | 9月29日 |
| 銅牌 | 哈力克江 包健                                                                      | 沙滩排球   | 男子                     | 9月29日 |
| 銅牌 | 宗猛 储友勇                                                                        | 皮划艇静水 | 男子双人皮艇200米        | 9月29日 |
| 銅牌 | 蒋艳飞                                                                             | 田径       | 女子跳远                 | 9月29日 |
| 銅牌 | 谭建                                                                               | 田径       | 女子铁饼                 | 9月29日 |

## 团部名单
以下是详细名单：
- 团长：刘鹏
- 副团长：肖天、蔡振华
- 秘书长：蔡家东
- 副秘书长：刘扶民、蒋志学、温文、孙永言、张松林、杨迺军、宋克勤
- 首席医务官：李国平
- 团部成员：刘爱杰、杨善德、张新、魏代顺、王成、詹晖、胡雅欢、丁奕、常成、潘峰、李海钢、司俊、范磊、乐晶晶、王晓寅、陆帅、曾龙、刘京

## 項目及成績

### 游泳
- 领队：尚修堂
- 副领队：许琦
- 教练：么正杰、崔登荣、韩冰岩、何新中、贺东辉、金炜、李雪刚、刘海涛、潘佳章、徐国义、张亚东、朱志根、叶瑾
- 官员：陆一帆、程浩、贾蕾、宣鋆、姚春雨、郭清华
- 女运动员(32人)：毕易榕、曹玥、陈洁、陈欣怡、程海花、傅园慧、郭君君、何雨哲、贺赟、焦刘洋、刘兰、刘子歌、陆滢、庞玟贤、邱钰涵、邵依雯、沈铎、史婧琳、孙美晨、索冉、唐奕、汪雪儿、辛鑫、许丹露、姚懿格、叶诗文、张思诗、张馨予、张雨霏、张雨涵、周敏、周羿霖
- 男运动员(29人)：郝运、侯明达、黄朝升、金沿、李广源、李响、李宇森、李昀琦、李朱濠、林永庆、刘俊午、马祥、毛飞廉、宁泽涛、商科元、施扬、孙晓磊、孙杨、汪顺、王柯成、王普东、王帅、王玉鑫、徐嘉余、徐祺恒、杨之贤、余贺新、张麒斌、张宇三

### 跳水
- 领队：王路生
- 教练：聂玉弟、刘犇、赵文进、刘峰、任少芬、刘恒林、钟少珍
- 官员：付玉超、李旭坤
- 女运动员(8人)：陈若琳、何姿、黄小惠、刘蕙瑕、施廷懋、司雅杰、王涵、吴敏霞
- 男运动员(8人)：曹缘、陈艾森、何超、何冲、林跃、邱波、杨健、张雁全

### 花样游泳
- 领队：原家玮
- 副领队：刘岩
- 教练：贺小初、李敏、王芳、张晓蕾
- 女运动员(12人)：陈晓君、顾笑、呙俐、黄雪辰、李晓璐、梁馨枰、孙文雁、孙怡靖、汤梦妮、尹成昕、于乐乐、曾珍

### 水球
- 领队：原家玮
- 副领队：雷鸣、赵琪
- 教练：Rick Azevedo、Paolo Malara、蔡添雄、龚大立、毛凌云、葛伟青
- 官员：兰京、陈远发、方健辉
- 女运动员(13人)：陈慧孋、李抒瑾、刘萍、鹿译文、彭林、宋冬伦、孙雅婷、孙玉君、田佳宁、王歆艳、杨珺、张潀、赵子涵
- 男运动员(13人)：陈景豪、董涛、郭均良、李斌、梁念祥、梁志伟、梁仲兴、潘宁、谭飞虎、王洋、吴宏辉、余利君、张楚锋

### 射箭
- 领队：郎维
- 教练：刘希源、田渝陵、陈全林
- 官员：穆勇、刘宝富
- 女运动员(4人)：程明、徐晶、张丹、朱珏蔓
- 男运动员(4人)：顾雪松、李佳伦、戚凯尧、雍智伟

### 田徑
- 领队：杜兆才
- 副领队：冯树勇、王楠
- 教练：Renato Canova、Sandro Damilano、Uwe Hohn、黄健民、Randall J Huntington、Damien Inocencio、李梅素、李庆、林治强、麦国强、邵丽伟、Karlheinz Johannes Steinmetz、孙海平、田玉梅、吴冀、叶奎刚、袁国强、张阜新、周铁民
- 官员：赵杏枝、蔡勇、田晓君、费建、贾福涛、吴凡
- 女运动员(45人)：蔡敏佳、陈静文、程冲、邓丽娜、丁常琴、巩立姣、郭甜茜、何引丽、贾超风、蒋艳飞、孔令微、李玲、李玲蔚、李满媛、李雪姬、李艳梅、李珍珠、林慧君、刘芳、鲁晓鑫、陆敏佳、吕秀芝、聂晶晶、孙雅薇、谭建、陶宇佳、汪梅、王欢、王庆铃、王峥、韦永丽、吴水娇、肖慧敏、肖霞、肖小彦、徐惠琴、尹安娜、袁琦琦、岳超、张莉、张露予、张美霞、张文秀、赵婧、郑幸娟
- 男运动员(38人)：蔡泽林、曹硕、陈柯、陈时伟、程文、董斌、多布杰、高兴龙、郭奇、江帆、李金哲、莫有雪、区绍伟、宋斌、苏炳添、粟国雄、滕海宁、万勇、王广甫、王嘉男、王士筑、王亚栓、王宇、王振东、王镇、吴健、吴涛、谢文骏、谢震业、薛长锐、杨雁盛、杨洋、张国伟、张华东、张琳、张培萌、赵庆刚、朱晨斌

### 羽毛球
- 领队：刘晓农
- 副领队：李永波
- 教练：田秉毅、钟波、陈金、李志锋、刘永、王伟、夏煊泽、张军
- 官员：农群华、刘翠萍、宋立佼
- 女运动员(10人)：包宜鑫、李雪芮、刘鑫、马晋、田卿、王適嫻、王晓理、王仪涵、于洋、赵芸蕾
- 男运动员(10人)：蔡赟、谌龙、傅海峰、高欢、林丹、刘小龙、邱子瀚、田厚威、徐晨、张楠

### 棒球
- 领队：李高潮
- 教练：吕建刚、宋平山、周晚碧
- 官员：易胜、李伟
- 男运动员(24人)：陈浩、王凯、崔晓、杜晓磊、董伟、李帅、李鑫、李梓踉、刘宇、陆毅、罗夏、孟庆远、孟伟强、那闯、奇济平、冉松、孙建增、唐炜、王伟、杨海帆、杨顺意、翟源凯、张皓玥、张想

### 垒球
- 领队：谈莺
- 教练：詹国玉、黄维刚、李清华
- 官员：杨旭、王苍松
- 女运动员(15人)：查丹、陈佳、冯倩雯、郭佳、郭若梦、金玲玲、李欢、李娜、李琪、刘一宁、鲁莹、孙雪、王兰、韦冬梅、袁京京

### 籃球
- 领队：信兰成
- 副领队：郝国华、匡鲁彬
- 教练：宫鲁鸣、胡雪峰、李楠、张斌、赵仁斌、王桂芝
- 官员：刘瑶、罗安民、张恒
- 女运动员(12人)：丁园、金佳宝、金维娜、刘丹、马雪雅、史秀峰、孙晓雨、杨半伴、杨衡瑜、于东、张帆、申彬彬
- 男运动员(12人)：丁彦雨航、顾全、郭艾伦、李慕豪、刘晓宇、孙桐林、王哲林、赵泰隆、李晓旭、翟晓川、周鹏、周琦

### 保齡球
- 领队：王立伟
- 教练：贾陵、张鹏
- 官员：王佳鑫、李伟
- 女运动员(6人)：孔敏、李玲、孙红豆、杨穗玲、张春莉、张玉红
- 男运动员(6人)：杜建超、米忠礼、祁万康、王世振、王智勇、杨威

### 拳击
- 领队：崔富国
- 教练：董廷江、哈达巴特尔、刘杨海、王晓康、杨晓强
- 官员：梁园、蒋亮
- 女运动员(3人)：李倩、司海娟、尹军花
- 男运动员(10人)：常勇、谷光明、李泉龙、刘伟、吕斌、王磊、王玄玄、周镝、张奥林、张家玮

### 皮划艇静水
- 领队：韩建国
- 副领队：李欣
- 教练：Martin Marinov、Teplykh Viktor、谭志宏、李会军、钟金汝、高蓓蓓
- 官员：孟淑霞
- 女运动员(8人)：黄杰仪、李章丽、梁培兴、刘海萍、马青、任文君、吴亚男、周玉
- 男运动员(14人)：毕鹏飞、储友勇、李贵强、李强、李振雨、孙新昌、王龙奎、王日炜、吴晓军、张宏鹏、赵荣、郑鹏飞、庄水彬、宗猛

### 皮划艇激流回旋
- 领队：韩建国
- 副领队：宋广礼
- 教练：曹永良、王宇
- 官员：高付俊
- 女运动员(4人)：岑南琴、陈诗、李露、李彤
- 男运动员(4人)：陈芳佳、谭亚、王晓东、袁涛

### 板球
- 领队：王延梅
- 教练：Islam Md Monjurul、Rashid Khan、冯坚、葛涛、田轶
- 官员：张天、曾炯烈
- 女运动员(15人)：韩丽丽、黄卓、刘晓楠、吕忠媛、宋凤凤、王萌、阮香、吴迪、吴娟、于淼、张美、赵宁、周彩云、周海洁、邹淼
- 男运动员(15人)：葛永胜、韩敏剑、胡高峰、姜书尧、李健、青鹏、宋洋洋、孙磊、田海洋、王井、杨喻松、张鹏、张宇飞、赵高圣、钟文毅

### 自行车
- 领队：王伟
- 副领队：王宣庆
- 教练：V E T U Benoit Alexandre Francois、梁效忠、邬伟培、张文祥、张烨、朱永彪、王鸽
- 官员：韩继玲、张斌、李笃志、袁媛
- 女运动员(15人)：宫金杰、黄冬艳、姜吻吻、敬亚莉、李文娟、林俊红、逯艳、罗晓玲、彭娜、史庆兰、汤科蓉、杨玲、张楠、赵宝芳、钟天使
- 男运动员(16人)：包赛飞、胡珂、刘浩、刘馨阳、柳建鹏、秦晨路、沈平安、师涛、王美银、王祯、徐超、袁中、张淼、赵京彪、赵志阳、朱岩

### 馬術
- 领队：王伟
- 副领队：沈利红
- 教练：刘忠、Pascale, Paule, Julie, BOUTETep.DUMAS
- 官员：孙立生、范珩
- 女运动员(1人)：刘丽娜
- 男运动员(9人)：华天、黄焯钦、兰超、梁锐基、刘涛、刘同晏、卢俊宏、赵志文、李静敏

### 击剑
- 领队：王伟
- 副领队：王键
- 教练：Daniel Levavasseur、劳绍沛、茅祎勋、闵新生、王骑兵、肖剑、许学宁、叶冲
- 官员：邵静、高明
- 女运动员(12人)：陈冰冰、郝佳露、乐慧林、李菲、刘咏诗、沈晨、孙一文、孙玉洁、王晨、许安琪、余欣庭、钱佳睿
- 男运动员(12人)：陈海威、董超、方鑫、焦云龙、雷声、黎国介、李晨、马剑飞、孙伟、谭晟、许英明、张成杰

### 足球
- 领队：于洪臣
- 教练：常卫魏、傅博、郝伟、李树斌、李伟、刘俊峰、马永康
- 官员：郭炳颜、李鹏宇、张青山、张朋
- 女运动员(18人)：王飞、古雅沙、韩鹏、李冬娜、李佳悦、李影、刘杉杉、马君、任桂辛、王晨、王丽思、王珊珊、吴海燕、许燕露、杨丽、张睿、汪玲玲、张越
- 男运动员(20人)：常飞亚、冯刚、方镜淇、傅欢、郭皓、李昂、徐嘉敏、廖均健、廖力生、韩鹏飞、曹海清、石柯、王睿、孙国文、陶源、谢鹏飞、庄佳杰、杨超声、杨挺、张卫

### 高尔夫队
- 领队：张小宁
- 教练：James Michael Johnson、张颉
- 官员：韦庆峰、马金宽
- 女运动员(3人)：石昱婷、王馨迎、叶子琪
- 男运动员(4人)：白政恺、窦泽成、关天朗、张进

### 竞技体操
- 领队：叶振南
- 教练：白远韶、陈雄、王群策、熊景斌、徐惊雷、张霞
- 官员：周秋瑞、崔树青
- 女运动员(6人)：白雅雯、陈思怡、黄慧丹、商春松、谭佳薪、姚金男
- 男运动员(6人)：黄熙、廖俊林、黄玉国、王鹏、杨胜超、邹凯

### 艺术体操
- 领队：陆善真
- 教练：严韵文
- 官员：谢颖、贾伍华
- 女运动员(4人)：邓森悦、刘佳慧、马千惠、王迤逦

### 蹦床
- 领队：陆善真
- 副领队：李舸
- 教练：蔡光亮、胡星刚
- 官员：贾伍华、庞象青
- 女运动员(2人)：李丹、钟杏平
- 男运动员(2人)：董栋、涂潇

### 手球
- 领队：孟伟
- 副领队：邓立
- 教练：高恒勤、黄炳春、王心东、王学力、闫威名、张骥
- 官员：丁轶建、程桥、张军、王凤鸣
- 女运动员(16人)：陈倩、宫艳、侯一博、黄红、李晓晴、李瑶、乔如、沙正文、沈萍、王彬、吴茵、武娜娜、许沫、杨娇、张海侠、赵佳芹
- 男运动员(16人)：丛霖、蒋维一、李安、李和鑫、李语庆、潘翔、宋朋强、王权、王伟、王旭东、吴龙瑞、杨帆、于彦江、赵晨、赵鑫、周小坚

### 曲棍球
- 领队：雷军
- 教练：崔英彪、黄永生、贾伟、陶志南、王忠军、尤宝东、Cho Myung Jun
- 官员：王彤、刘宇翔、霍科林、赵群立、杜海荣
- 女运动员(16人)：崔秋霞、德娇娇、李红侠、宋清龄、黄婷、李冬晓、梁美玉、彭杨、孙晓、王梦雨、王娜、吴梦荣、席夏云、许晓旭、赵玉雕、张箫雪
- 男运动员(16人)：敖伟宝、敖杨、董阳、杜晨、杜塔拉克、鄂立光、黄越、孟磊、郭小平、孙龙、孙天俊、孙志鑫、王子鹏、徐睿、闫荣耀、张治轩

### 柔道
- 领队：沈志刚
- 教练：CHUNG Hoon、程志山、马晓翔、孟昭瑞、徐国清、冷春慧
- 官员：孟博、唐捷
- 女运动员(7人)：陈飞、马思思、马英楠、吴树根、杨俊霞、张浙慧、周颖
- 男运动员(7人)：程训钊、额日和木巴图、何云龙、刘建、刘伟、马端斌、许杰

### 空手道
- 领队：吕岩
- 教练：谷弢、黄轶
- 官员：张雷、赵光茹
- 女运动员(4人)：马志宁、汤玲玲、尹笑言、曾翠兰
- 男运动员(4人)：崔文举、彭辉、孙敬超、王志伟

### 现代五项
- 领队：王伟
- 副领队：许海峰
- 教练：邱国江、沈克俭、王可、席飞翔、霍红艳
- 官员：赵建清
- 女运动员(4人)：边雨霏、陈倩、梁婉霞、王炜
- 男运动员(4人)：郭建力、韩佳昊、苏海航、张琳彬

### 賽艇
- 领队：曹景伟
- 教练：吴卫平、戴海振、董文峰、费鹏辉、Hartmut Buschbacher、苏辉、吴俐知、曲文闯、曹棉英、周秀华
- 官员：孙帆、张茵、齐曙光、张新峰
- 女运动员(16人)：陈翠明、陈乐、段静莉、郭帅、黄文仪、江燕、吕扬、苗甜、潘旦旦、申晓星、滕添宇、汪敏、王宇微、张欢、张敏、张馨月
- 男运动员(23人)：程勋满、戴军、董天峰、范俊杰、冯家辉、孔德明、李东健、李钢钢、刘荡、李辉、刘航、刘治宇、马健、倪旭林、田宾、王铁鑫、杨栋栋、杨增鑫、余成刚、张亮、张全、张射天、赵龙杰

### 橄榄球
- 领队：张小宁
- 副领队：崔伟红
- 教练：贺忠亮、卢晓辉、朱培厚、徐辉
- 官员：贾大鹏、于晗、刘成龙、李亚平、鲁智勇、周韬
- 女运动员(12人)：陈可怡、管其仕、姜乾乾、刘阳、陆媛媛、孙世超、孙婷婷、王一桢、杨虹、杨敏、周丽莲、于晓明
- 男运动员(12人)：陈凯文、陈永强、冯文儒、姜立伟、李阳、刘冠军、刘华川、马冲、王加成、王建华、王伟、张超

### 帆船
- 副领队：周长城
- 教练：朱仁杰、高传卫、黄剑、纪玉盛、贾学武、郭志浩
- 官员：臧月、张卫忠
- 女运动员(9人)：高海燕、黄丽珠、蒋心雨、沈欣玉、翁巧珊、徐小梅、俞慧佳、张东霜、孙佳莉
- 男运动员(10人)：兰景铖、蓝浩、刘武威、吕东武、施健、石传坤、汪超、王爱忱、王杰、周伟杰

### 藤球
- 领队：黄凯
- 教练：郝大伟、金崇志、柳日祥、毛俊生、张永斌
- 官员：袁华、郑艳芳
- 女运动员(14人)：曹旭莲、崔永辉、崔永妍、耿雪凯、顾喜绘、劳田雪、张亚楠、刘晓芳、秦彤、宋程、王琪玥、谢佳桦、许晋玲、翟鹤阳
- 男运动员(15人)：张茹昊、章林野、蔡伟杰、范旭、高翔宇、葛雨升、金杰、康昕宇、李欢欢、王茂慧、李鹏飞、王维、吴浩然、胥明池、杨家鹏

### 射击
- 领队：曾志刚
- 副领队：肖昊鹏
- 教练：王义夫、陈东、李晟、李小江、吕廉凯、王晓、薛保全、张建伟、赵俊民、朱晓波、高娥、张秋萍、王利伟
- 官员：郑立勋、李小东、张丹
- 女运动员(22人)：白一廷、常静、陈东琦、陈芳、陈颖、郭文珺、李博文、李雪艳、林飘飘、苏丽、武柳希、杨曾、易思玲、张彬彬、张恒、张靖婧、张梦圆、张亚菲、赵慧馨、周庆媛、朱靖宇、朱美
- 男运动员(31人)：曹逸飞、丁峰、杜宇、甘宇、高博、高铮、胡斌渊、胡皓喆、金迪、金泳德、康宏伟、兰兴、李传林、李君、李越宏、刘刚、刘天佑、莫俊杰、庞伟、蒲琪峰、王智伟、谢笃润、徐英、杨浩然、翟羽佳、张凡、张健、张杰、张奕垚、赵声波、朱启南

### 壁球
- 领队：宋迎春
- 教练：蒋健
- 官员：宋华勋、娄志堃
- 女运动员(4人)：段思羽、顾金玥、李东锦、修晨
- 男运动员(4人)：梁骏、沈佳琦、王骏杰、杨天下

### 乒乓球
- 领队：刘晓农
- 教练：孔令辉、刘国梁、刘志强、李隼、吴敬平、肖战
- 官员：何潇、缪璞
- 女运动员(5人)：陈梦、丁宁、武杨、刘诗雯、朱雨玲
- 男运动员(5人)：樊振东、马龙、周雨、许昕、张继科

### 跆拳道
- 领队：李强
- 教练：管健民、Kim Young Jin、刘良宗、王志杰
- 官员：周敏、陈东
- 女运动员(6人)：郭耘菲、李东华、李照艺、王云、吴静钰、张华
- 男运动员(6人)：陈灵龙、黄建南、乔森、王广帅、杨艺、赵帅

### 网球
- 领队：卿尚霖
- 教练：姜惟、刘硕、马伟开、施浩、张宇、董岳森
- 官员：王鹏、詹润华
- 女运动员(6人)：段莹莹、刘方舟、王蔷、张帅、郑洁、郑赛赛
- 男运动员(6人)：柏衍、公茂鑫、李喆、王楚涵、吴迪、张择

### 软式网球
- 领队：卿尚霖
- 教练：李亚辉、李彦
- 女运动员(5人)：陈慧、冯子轩、刘格、辛雅妮、钟怡
- 男运动员(5人)：李泽、林成伟、施晓霖、张羽圣、周末

### 铁人三项
- 领队：许海峰
- 教练：和学恭、杨胜
- 官员：王建国
- 女运动员(3人)：黄宇婷、王莲媛、辛翎溪
- 男运动员(3人)：白发全、段正宇、徐正

### 排球
- 领队：李全强
- 副领队：李士平
- 教练：谢国臣、徐建德、杨立群、陈友泉、施海荣、谢激扬
- 官员：宋悦、冯坤、宋卫平、卫雍绩
- 女运动员(12人)：丁霞、黄柳燕、李静、王琦、刘晏含、乔婷、王茜、颜妮、姚迪、殷娜、张常宁、张晓雅
- 男运动员(12人)：崔建军、耿鑫、季道帅、焦帅、寇志超、李润铭、梁春龙、任琦、徐静涛、袁志、方颖超、仲为君

### 沙灘排球
- 领队：李全强
- 副领队：王建平
- 教练：缪志红、颜建明
- 官员：向前、方岩竣
- 女运动员(4人)：王凡、岳园、马园园、夏欣怡
- 男运动员(4人)：陈诚、李健、哈力克江、包健

### 舉重
- 领队：周进强
- 副领队：钱光鑑
- 教练：陈文斌、王国新、于杰、张国政、江涛、杨志俊、徐武忠
- 官员：彭钊、郑书敏、李斯
- 女运动员(7人)：田源、张宛琼、王帅、邓薇、向艳梅、康月、周璐璐
- 男运动员(8人)：吴景彪、谌利军、林清峰、吕小军、田涛、杨哲、刘灏、艾雨南

### 摔跤
- 领队：薛炼
- 教练：路海、潘教利、盛泽田、王园元、许奎元
- 官员：张晔、李杉、陈亚
- 女运动员(4人)：孙亚楠、钟雪纯、西洛卓玛、张凤柳
- 男运动员(14人)：洪晓槟、叶尔兰别克·卡泰、凌海威、张崇瑶、张峰、崔晓成、邓志伟、田企业、郑攀、杨斌、陈维炜、彭飞、肖棣、孟强

### 武術

#### 武术套路
- 领队：邵世伟
- 副领队：金肖冰
- 教练：代林彬
- 官员：富博
- 女运动员(3人)：阚文聪、魏红、于萌萌
- 男运动员(3人)：陈洲理、孙培原、王地

#### 武术散打
- 领队：邵世伟
- 教练：肖志民、张根学
- 官员：富博、孔民
- 女运动员(2人)：王聪、章乱
- 男运动员(4人)：陈红兴、孔洪星、张坤、赵福祥